# NASDAQ-100
El NASDAQ-100 (tíquer: NDX100) és un índex borsari format per les 100 companyies no financeres de major capitalització borsària llistades al mercat NASDAQ (Estats Units), el mercat on cotitzen les companyies més importants del sector de la indústria incloent empreses de maquinària, programari, telecomunicacions, comerç i bioteconologia. Com que al mercat NASDAQ hi ha llistades empreses d'arreu del món, a l'índex NASDAQ-100 hi ha empreses tant dels Estats Units com del Canadà (Research In Motion), Israel (Check Point), Índia (Infosys), Singapur (Flextronics), Suècia (Ericsson), Suïssa (Logitech) i Irlanda (Ryanair). A diferència d'altres índexs com S&P 500 el NASDAQ-100 no inclou valors financers, incloent-hi les companyies d'inversió. Altres índexs de les empreses llistades al mercat NASDAQ són el Nasdaq Composite, en el que estan incloses totes les empreses llistades, i l'índex Nasdaq Small Cap que inclou les empreses de baixa capitalització. El mercat NASDAQ obre, com la resta de mercats dels Estats Units, des de les 9:30h fins a les 16:00, hora local (des de les 16:30 fins a les 22:00, hora catalana).

## Empreses indexades al NASDAQ-100
Com que la capitalització borsària és un paràmetre que varia amb el temps, la composició de l'índex es revisa anualment prenent el preu de tancament del mes d'octubre, es realitza un rànquing, i a principis de desembre s'anuncien els canvis que són efectius el tercer divendres de desembre.
Llista per ordre alfabètic dels valors components a les dates indicades:
| A 20 de desembre de 2010 | A 4 de setembre de 2021 |
| --- | --- |
| 1. Activision Blizzard (ATVI) 2. Adobe Systems Incorporated (ADBE) 3. Akamai Technologies, Inc (AKAM) 4. Altera Corporation (ALTR) 5. Amazon.com, Inc. (AMZN) 6. Amgen Inc. (AMGN) 7. Apollo Group, Inc. (APOL) 8. Apple Inc. (AAPL) 9. Applied Materials, Inc. (AMAT) 10. Autodesk, Inc. (ADSK) 11. Automatic Data Processing, Inc. (ADP) 12. Baidu.com, Inc. (BIDU) 13. Bed Bath & Beyond Inc. (BBBY) 14. Biogen Idec, Inc (BIIB) 15. BMC Software, Inc. (BMC) 16. Broadcom Corporation (BRCM) 17. C. H. Robinson Worldwide, Inc. (CHRW) 18. CA, Inc. (CA) 19. Celgene Corporation (CELG) 20. Cephalon, Inc. (CEPH) 21. Cerner Corporation (CERN) 22. Check Point Software Technologies Ltd. (CHKP) 23. Cisco Systems, Inc. (CSCO) 24. Citrix Systems, Inc. (CTXS) 25. Cognizant Technology Solutions Corporation (CTSH) 26. Comcast Corporation (CMCSA) 27. Costco Wholesale Corporation (COST) 28. Ctrip.com International, Ltd. (CTRP) 29. Dell Inc. (DELL) 30. DENTSPLY International Inc. (XRAY) 31. DirecTV (DTV) 32. Dollar Tree, Inc. (DLTR) 33. eBay Inc. (EBAY) 34. Electronic Arts Inc. (ERTS) 35. Expedia, Inc. (EXPE) 36. Expeditors International of Washington, Inc. (EXPD) 37. Express Scripts, Inc. (ESRX) 38. F5 Networks, Inc. (FFIV) 39. Fastenal Company (FAST) 40. First Solar, Inc. (FSLR) 41. Fiserv, Inc. (FISV) 42. Flextronics International Ltd. (FLEX) 43. FLIR Systems, Inc. (FLIR) 44. Garmin Ltd. (GRMN) 45. Genzyme Corporation (GENZ) 46. Gilead Sciences, Inc. (GILD) 47. Google Inc. (GOOG) 48. Henry Schein, Inc. (HSIC) 49. Illumina, Inc. (ILMN) 50. Infosys Technologies (INFY) 51. Intel Corporation (INTC) 52. Intuit, Inc. (INTU) 53. Intuitive Surgical Inc. (ISRG) 54. Joy Global Inc. (JOYG) 55. KLA Tencor Corporation (KLAC) 56. Lam Research Corporation (LRCX) 57. Liberty Media Corporation, Interactive Series A (LINTA) 58. Life Technologies Corporation (LIFE) 59. Linear Technology Corporation (LLTC) 60. Marvell Technology Group, Ltd. (MRVL) 61. Mattel, Inc. (MAT) 62. Maxim Integrated Products (MXIM) 63. Microchip Technology Incorporated (MCHP) 64. Micron Technology, Inc. (MU) 65. Microsoft Corporation (MSFT) 66. Millicom International Cellular S.A. (MICC) 67. Mylan, Inc. (MYL) 68. NetApp, Inc. (NTAP) 69. Netflix, Inc. (NFLX) 70. News Corporation, Ltd. (NWSA) 71. NII Holdings, Inc. (NIHD) 72. NVIDIA Corporation (NVDA) 73. O'Reilly Automotive, Inc. (ORLY) 74. Oracle Corporation (ORCL) 75. PACCAR Inc. (PCAR) 76. Paychex, Inc. (PAYX) 77. Qiagen N.V. (QGEN) 78. QUALCOMM Incorporated (QCOM) 79. Research in Motion Limited (RIMM) 80. Ross Stores Inc. (ROST) 81. SanDisk Corporation (SNDK) 82. Seagate Technology Holdings (STX) 83. Sears Holdings Corporation (SHLD) 84. Sigma-Aldrich Corporation (SIAL) 85. Staples Inc. (SPLS) 86. Starbucks Corporation (SBUX) 87. Stericycle, Inc (SRCL) 88. Symantec Corporation (SYMC) 89. Teva Pharmaceutical Industries Ltd. (TEVA) 90. The Priceline Group, Inc. (PCLN) 91. Urban Outfitters, Inc. (URBN) 92. VeriSign, Inc. (VRSN) 93. Vertex Pharmaceuticals (VRTX) 94. Virgin Media, Inc. (VMED) 95. Vodafone Group, plc. (VOD) 96. Warner Chilcott, Ltd. (WCRX) 97. Whole Foods Market, Inc. (WFMI) 98. Wynn Resorts Ltd. (WYNN) 99. Xilinx, Inc. (XLNX) 100. Yahoo! Inc. (YHOO) | 1. Activision Blizzard, (ATVI) 2. Adobe, (ADBE) 3. Advanced Micro Devices, (AMD) 4. Align Technology, (ALGN) 5. Alphabet (Class A), (GOOGL) 6. Alphabet (Class C), (GOOG) 7. Amazon.com, (AMZN) 8. American Electric Power, (AEP) 9. Amgen, (AMGN) 10. Analog Devices, (ADI) 11. Ansys, (ANSS) 12. Apple, (AAPL) 13. Applied Materials, (AMAT) 14. ASML Holding, (ASML) 15. Atlassian, (TEAM) 16. Autodesk, (ADSK) 17. Automatic Data Processing, (ADP) 18. Baidu, (BIDU) 19. Biogen, (BIIB) 20. Booking Holdings, (BKNG) 21. Broadcom, (AVGO) 22. Cadence Design Systems, (CDNS) 23. CDW, (CDW) 24. Cerner, (CERN) 25. Charter Communications, (CHTR) 26. Check Point, (CHKP) 27. Cintas, (CTAS) 28. Cisco Systems, (CSCO) 29. Cognizant, (CTSH) 30. Comcast, (CMCSA) 31. Copart, (CPRT) 32. Costco, (COST) 33. CrowdStrike, (CRWD) 34. CSX Corporation, (CSX) 35. DexCom, (DXCM) 36. DocuSign, (DOCU) 37. Dollar Tree, (DLTR) 38. eBay, (EBAY) 39. Electronic Arts, (EA) 40. Exelon, (EXC) 41. Facebook, (FB) 42. Fastenal, (FAST) 43. Fiserv, (FISV) 44. Fox Corporation (Class A), (FOXA) 45. Fox Corporation (Class B), (FOX) 46. Gilead Sciences, (GILD) 47. Honeywell, (HON) 48. Idexx Laboratories, (IDXX) 49. Illumina, (ILMN) 50. Incyte, (INCY) 51. Intel, (INTC) 52. Intuit, (INTU) 53. Intuitive Surgical, (ISRG) 54. JD.com, (JD) 55. Keurig Dr Pepper, (KDP) 56. KLA Corporation, (KLAC) 57. Kraft Heinz, (KHC) 58. Lam Research, (LRCX) 59. Lululemon Athletica, (LULU) 60. Marriott International, (MAR) 61. Marvell Technology, (MRVL) 62. Match Group, (MTCH) 63. MercadoLibre, (MELI) 64. Microchip Technology, (MCHP) 65. Micron Technology, (MU) 66. Microsoft, (MSFT) 67. Moderna, (MRNA) 68. Mondelēz International, (MDLZ) 69. Monster Beverage, (MNST) 70. NetEase, (NTES) 71. Netflix, (NFLX) 72. Nvidia, (NVDA) 73. NXP Semiconductors, (NXPI) 74. O'Reilly Automotive, (ORLY) 75. Okta, (OKTA) 76. Paccar, (PCAR) 77. Paychex, (PAYX) 78. PayPal, (PYPL) 79. Peloton Interactive, (PTON) 80. PepsiCo, (PEP) 81. Pinduoduo, (PDD) 82. Qualcomm, (QCOM) 83. Regeneron Pharmaceuticals, (REGN) 84. Ross Stores, (ROST) 85. Seagen, (SGEN) 86. Sirius XM, (SIRI) 87. Skyworks Solutions, (SWKS) 88. Splunk, (SPLK) 89. Starbucks, (SBUX) 90. Synopsys, (SNPS) 91. T-Mobile US, (TMUS) 92. Tesla, (TSLA) 93. Texas Instruments, (TXN) 94. Trip.com Group, (TCOM) 95. Verisign, (VRSN) 96. Verisk Analytics, (VRSK) 97. Vertex Pharmaceuticals, (VRTX) 98. Walgreens Boots Alliance, (WBA) 99. Workday, (WDAY) 100. Xcel Energy, (XEL) 101. Xilinx, (XLNX) 102. Zoom Video Communications, (ZM) |